# Biernacice (Łódź)
Pour les articles homonymes, voir Biernacice.
Biernacice (prononciation [bjɛrnaˈt͡ɕit͡sɛ]) est un village de la gmina de Wartkowice, du powiat de Poddębice, dans la voïvodie de Łódź, situé dans le centre de la Pologne.
Il se situe à environ 11 kilomètres (km) à l'ouest de Wartkowice (siège de la gmina), 10 kilomètres au nord-ouest de Poddębice (siège du powiat) et 46 kilomètres au nord-ouest de Łódź (capitale de la voïvodie).

## Administration
De 1975 à 1998, le village était attaché administrativement à l'ancienne voïvodie de Sieradz.

Depuis 1999, il fait partie de la nouvelle voïvodie de Łódź.